# Línguas balto-eslávicas
As línguas balto-eslávicas ou balto-eslavas são um grupo de línguas no qual estão incluídas as línguas bálticas e as línguas eslavas dentro da grande família das línguas indo-europeias.
Muitos linguistas contestam a hipótese da existência desta subfamília, argumentando que as semelhanças existentes entre línguas eslavas e bálticas devem-se principalmente à proximidade geográfica dos grupos, ou seja, uma interferência linguística concomitante e não uma origem comum.